# Deu fugitius
Deu fugitius (títol original en anglès: Ten Wanted Men) és un western estatunidenc dirigit per H. Bruce Humberstone i estrenat el 1955. Ha estat doblada al català.

## Argument
John Stewart tracta d'establir la llei i l'ordre en un petit llogarret d'Arizona, sense fer ús de la violència, i concedeix hospitalitat a una noia. L'amic d'aquesta última està furiós quan se n'assabenta, i mata el germà de Stewart, que no té aleshores més que una idea present, la venjança.

## Repartiment
- Randolph Scott: John Stewart
- Jocelyn Brando: Corinne Michaels
- Richard Boone: Wick Campbell
- Alfonso Bedoya: Hermando
- Donna Martell: Maria Segura
- Skip Homeier: Howie Stewart
- Clem Bevans: Tod Grinnel
- Leo Gordon: Frank Scavo
- Minor Watson: Jason Carr
- Lester Matthews: Adam Stewart
- Tom Powers: Henry Green
- Dennis Weaver: Xèrif Clyde Gibbons
- Lee Van Cleef: Al Drucker
- Louis Jean Heydt (no surt als crèdits): Tom Baines